# Santa Rita (Copán)
Santa Rita es un municipio del departamento de Copán en la República de Honduras.

## Toponimia
Su nombre es en honor a Rita de Casia, santa de la iglesia católica.

## Localización
De Santa Rita su cabecera está situada en un terreno muy quebrado, rodeado de colinas, en el ángulo que forma el Río Copán con la confluencia del Río Gila, y la Quebrada Grande.
| Orientación | Límite                           |
| ----------- | -------------------------------- |
| Norte       | Municipio de El Paraíso, Copán   |
| Norte       | Municipio de Copán Ruinas, Copán |
| Sur         | Municipio de Cabañas, Copán      |
| Sur         | Municipio de La Unión, Copán     |
| Este        | Municipio de Concepción, Copán   |
| Este        | Municipio de San Agustín, Copán  |
| Oeste       | Municipio de Cabañas, Copán      |
|             | Municipio de Copán Ruinas, Copán |

## Datos históricos
En 1700, se cree que fue fundada como Aldea Cashapa.
En 1875, le dieron categoría de Municipio.
En 1947 (7 de marzo), le dieron el título de Villa.

## División Política
Aldeas: 32 (2013)
Caseríos: 
| Código | Aldea                               |
| ------ | ----------------------------------- |
| 042101 | Santa Rita (cabecera del municipio) |
| 042102 | Agua Caliente                       |
| 042103 | Buena Vista                         |
| 042104 | Campamento                          |
| 042105 | El Gobiado                          |
| 042106 | El Jaral                            |
| 042107 | El Mirador                          |
| 042108 | El Planón                           |
| 042109 | El Raizal                           |
| 042110 | El Rosario                          |
| 042111 | El Tamarindo                        |
| 042112 | Gotas de Sangre                     |
| 042113 | La Canteada                         |
| 042114 | La Casita                           |
| 042115 | La Libertad                         |
| 042116 | La Reforma                          |
| 042117 | La Unión Otuta                      |
| 042118 | Las Medias                          |
| 042119 | Las Mesas                           |
| 042120 | Los Achiotes                        |
| 042121 | Los Planes de la Brea               |
| 042122 | Los Ranchos                         |
| 042123 | Minas de Piedras                    |
| 042124 | Mirasol                             |
| 042125 | Plan Grande                         |
| 042126 | Rastrojitos                         |
| 042127 | Río Amarillo                        |
| 042128 | Río Blanco                          |
| 042129 | San Jerónimo                        |
| 042130 | Tierra Fría N.º 1                   |
| 042131 | Tierra Fría N.º 2                   |
| 042132 | Vara de Cohete                      |

## Hijos destacados
| Nombre      | Vida                             | Mérito |
| ----------- | -------------------------------- | --- |
| Arturo Luna | (Santa Rita de Copán, 1927-1978) | Pintor de reconocimiento internacional. Cuadro titulado “Mujer joven con sombrero”. En 1994, el Centro Cultural de España le dedicó póstumamente la V antología de artes plásticas y visuales de Honduras. |